# Rhytiphora spinosa
Rhytiphora spinosa är en skalbaggsart som först beskrevs av Thomson 1864.  Rhytiphora spinosa ingår i släktet Rhytiphora och familjen långhorningar. Inga underarter finns listade i Catalogue of Life.